# Гай Плавций Венон
Гай Плавций Венон Хипсей (на латински: Gaius Plaucio Venno Hypsaeus) e политик на Римската република. Произлиза от плебейската фамилия Плавции.

## Политическа кариера
През 347 пр.н.е. той е консул с колега патриция Тит Манлий Империоз Торкват. През 341 пр.н.е. отново е консул. Колега му е патриция Луций Емилий Мамеркин Привернат.
Гай Плавций води война против Привернум и съюза на волските. Според Ливий той и колегата му са накарани да се оттеглят още преди да им свърши служебната година, за да се проведат нови избори, поради опасността от латинска война.